# Vernikkelen

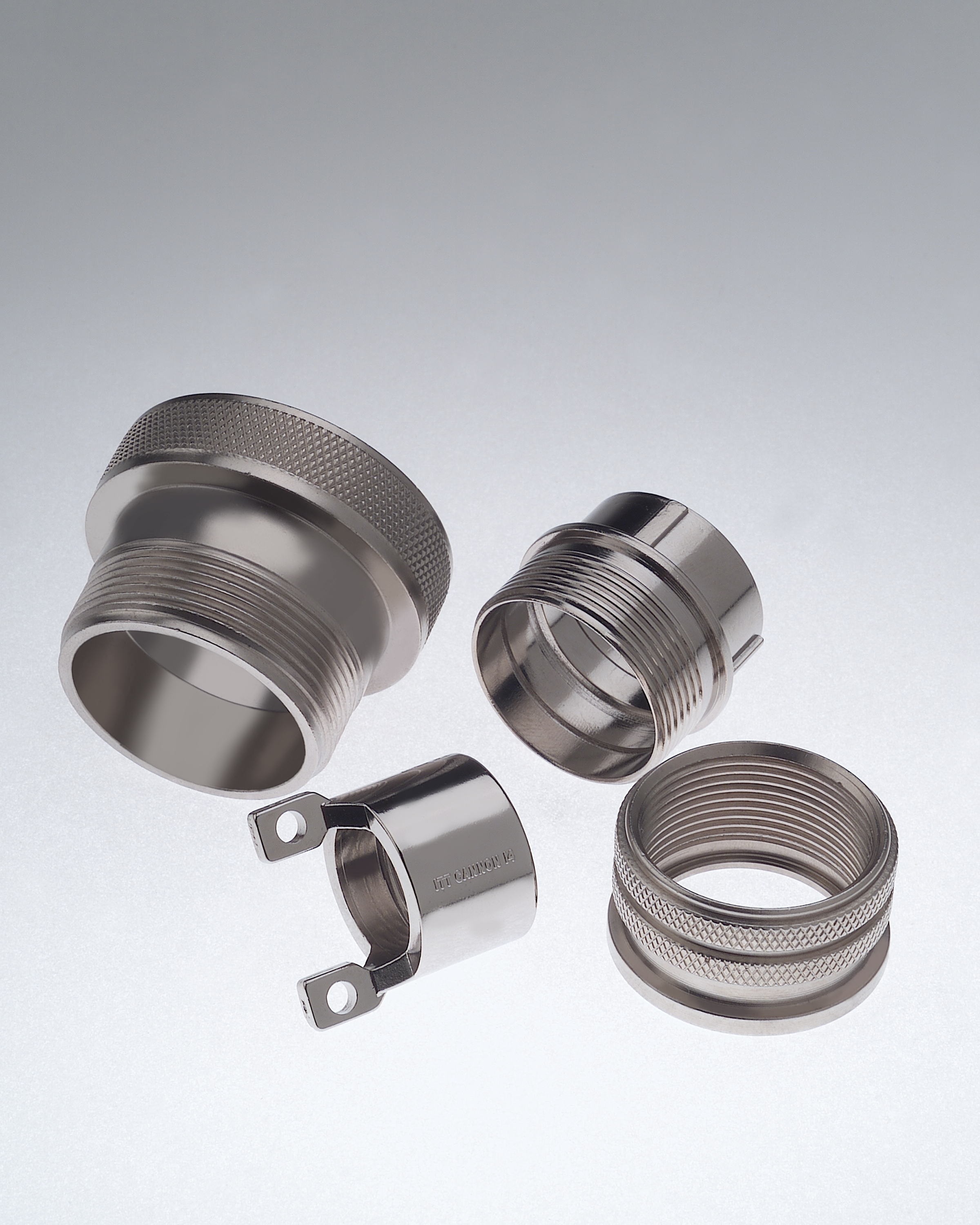
Vernikkelde werkstukken

Vernikkelen is het proces waarbij een metaal (meestal staal) voorzien wordt van een laagje nikkel. Dit vormt een beschermlaag die het metaal beschermt tegen roest en andere corrosie. Er zijn twee methodes: 
- chemisch (ook wel stroomloos of autokatalytisch) vernikkelen: hierbij wordt het voorwerp ondergedompeld en vinden autokatalytische chemische reacties plaats in een bad;
- galvanisch of elektrolytisch vernikkelen: het voorwerp wordt in een bad gehangen en vernikkeld door middel van elektrolyse, waarbij het als kathode fungeert.